# 4六銀右戦法
4六銀右戦法（4ろくぎんみぎせんぽう）は将棋の戦法の1つ。居飛車舟囲い急戦の一種で四間飛車に対して用いられる。

## 概要

### 藤井システム以前のもの
| 9  | 8  | 7  | 6  | 5  | 4  | 3  | 2  | 1  |    |
| 香 | 桂 |    | 金 |    | 金 |    | 桂 | 香 | 一 |
|    | 王 | 銀 |    |    | 飛 | 銀 |    |    | 二 |
|    | 歩 | 歩 | 歩 | 歩 |    | 角 | 歩 | 歩 | 三 |
| 歩 |    |    |    |    | 歩 | 歩 |    |    | 四 |
|    |    |    |    |    |    |    | 歩 |    | 五 |
| 歩 |    | 歩 |    | 歩 |    | 歩 |    |    | 六 |
|    | 歩 |    | 歩 | 銀 | 歩 |    |    | 歩 | 七 |
|    | 角 | 玉 |    | 金 |    |    | 飛 |    | 八 |
| 香 | 桂 | 銀 | 金 |    |    |    | 桂 | 香 | 九 |

1984年から約10年間、塚田泰明が得意としていた。基本的な狙い筋は3筋から歩をぶつけることであるが、基本図からの後手の指し手で変わってくる。△5二金左には▲3八飛と寄るのが骨子で、△4三銀には▲3五歩△同歩▲4六銀とし剛直に後手の角頭を狙っていき、▲3八飛に△5四歩には▲6八銀上△1二香▲1六歩△1四歩に▲9七角と端角に構えるが塚田の新手で、振り飛車の陣形を撹乱する狙いがある。以下△4一飛に▲8六角△4三銀▲6六歩△4五歩ならば▲3五歩（第1-1図）で1歩をもってから▲3六飛～▲2六飛～▲3七桂～▲4六銀を活用する。　
▲9七角を警戒し△5四歩を付かずにまた角打ちを見せて△6四歩も付かずに待機する場合（例えば△4一飛）にも、▲3五歩△同歩▲4六銀の他に▲3五歩△同歩▲同飛とし、第1-2図のように▲3七桂～▲4六歩～▲2四歩など、加藤流袖飛車のように指す戦術などもある。
△4五歩の角交換は角交換をしてから角の打ち込みに備えて飛車の位置を戻し、玉頭位取りや左美濃にくみ上げていくことが多い。塚田は実戦では玉頭位取りも左美濃も両方愛用していたが、左美濃に組んだほうがその後の展開で手詰まりを起こしやすいとしている。加藤一二三も同様の戦型を著書『振り飛車破り』（大泉書店刊）で解説しているが、同書では玉頭位取りにする展開を示している。この局面で角交換してあると、居飛車側から3七からの角打ちから玉を狙う指し方が生じており、振り飛車陣が7四の歩をついて高美濃に組みにくいので、7筋の位を取りやすいとしている。
| 9  | 8  | 7  | 6  | 5  | 4  | 3  | 2  | 1  |    |
| 香 | 桂 |    | 金 |    | 飛 |    | 桂 | 香 | 一 |
|    | 王 | 銀 |    | 金 |    |    |    |    | 二 |
|    | 歩 | 歩 | 歩 |    | 銀 | 角 | 歩 | 歩 | 三 |
| 歩 |    |    |    | 歩 |    | 歩 |    |    | 四 |
|    |    |    |    |    | 歩 | 歩 | 歩 |    | 五 |
| 歩 | 角 | 歩 | 歩 | 歩 |    |    |    |    | 六 |
|    | 歩 |    |    | 銀 | 歩 |    |    | 歩 | 七 |
|    |    | 玉 | 銀 | 金 |    | 飛 |    |    | 八 |
| 香 | 桂 |    | 金 |    |    |    | 桂 | 香 | 九 |

| 9  | 8  | 7  | 6  | 5  | 4  | 3  | 2  | 1  |    |
| 香 | 桂 |    | 金 |    |    | 飛 | 桂 | 香 | 一 |
|    | 王 | 銀 |    | 金 |    |    |    |    | 二 |
|    | 歩 | 歩 | 歩 | 歩 | 銀 | 角 | 歩 | 歩 | 三 |
| 歩 |    |    |    |    | 歩 |    |    |    | 四 |
|    |    |    |    |    |    |    | 歩 |    | 五 |
| 歩 |    | 歩 |    | 歩 | 歩 | 飛 |    |    | 六 |
|    | 歩 |    | 歩 | 銀 |    |    |    | 歩 | 七 |
|    | 角 | 玉 |    | 金 |    |    |    |    | 八 |
| 香 | 桂 | 銀 | 金 |    |    |    | 桂 | 香 | 九 |

| 9  | 8  | 7  | 6  | 5  | 4  | 3  | 2  | 1  |    |
| 香 | 桂 |    | 金 |    | 金 |    | 桂 | 香 | 一 |
|    | 王 | 銀 |    |    | 飛 |    |    |    | 二 |
|    | 歩 | 歩 | 歩 | 歩 | 銀 | 角 | 歩 | 歩 | 三 |
| 歩 |    |    |    |    | 歩 | 歩 |    |    | 四 |
|    |    |    |    |    |    |    | 歩 |    | 五 |
| 歩 |    | 歩 |    | 歩 | 銀 | 歩 |    |    | 六 |
|    | 歩 |    | 歩 |    | 歩 |    |    | 歩 | 七 |
|    | 角 | 玉 |    | 金 |    |    | 飛 |    | 八 |
| 香 | 桂 | 銀 | 金 |    |    |    | 桂 | 香 | 九 |

基本図から△5二金左に換えて△4三銀もあり、これは第1-3図のように▲4六銀と「右銀」を進めて▲3五歩を狙うことになる。このことから4六銀左戦法に対してこちらを「4六銀右戦法」と呼んでいる。
後手がここで△3二金または△3二銀の場合ならば、いったん▲3七桂とし、▲1六歩～▲2六飛という形に組んで動いていく例が多い。この▲2六飛-３七桂-４六銀から▲3五歩を狙う指し方は江戸時代から伝わる戦術で、5筋位取りで▲4五歩と仕掛ける指し方や腰掛銀＋右四間飛車などとともに、当時四間飛車対策として有力な指し方であった。江戸時代の棋書『将棋絹篩』（福島順喜著）にも掲載されており、昭和時代にも多く指されていた。1965年度王将戦七番勝負第7局の先手山田道美八段－後手大山康晴王将戦などが有名。2022年にも先手羽生善治ー後手藤井猛の王座戦予選で、後手藤井の四間飛車に先手の羽生が舟囲いから金無双に組んで、右銀速攻の模様を見せたが、羽生は先に右桂を上がり飛車を浮き、ポンポン桂の構えから右銀を上がらず▲4六歩から4五歩早仕掛けに変化した。
△3二飛の場合は▲3五歩に△5二金なら▲3四歩△同銀▲3八飛で△2二角なら▲4五銀～▲3六銀、△4五歩ならば▲3三角成△同飛に▲5五銀が生じる、▲3五歩に△4二金なら▲3四歩△同銀▲３五歩から▲3七銀～▲3六銀と繰り替えて▲4六歩～▲4五歩を狙う、△4五歩の反発は以下角交換をしてから上記同様玉頭位取りや左美濃にくみ上げていく、△5四歩▲3五歩△3二飛などで△4二角～△6四角の反撃をみせる場合は▲5五歩（△同歩に▲3四歩）又は▲3四歩～▲2四歩～▲3八飛、もしくは△5四歩のときすぐに▲5五歩で▲5七銀～▲5六銀と繰り替えて▲4六歩～▲4五歩を狙う、などの展開がある。

### 藤井システム対策として
| 9  | 8  | 7  | 6  | 5  | 4  | 3  | 2  | 1  |    |
| 香 | 桂 |    | 金 |    | 金 |    | 桂 | 香 | 一 |
|    |    | 銀 | 王 |    | 飛 |    |    |    | 二 |
|    | 歩 | 歩 | 歩 | 歩 | 銀 | 角 | 歩 | 歩 | 三 |
|    |    |    |    |    | 歩 | 歩 |    |    | 四 |
| 歩 |    |    |    |    |    |    | 歩 |    | 五 |
|    |    | 歩 |    | 歩 |    | 歩 |    |    | 六 |
| 歩 | 歩 |    | 歩 | 銀 | 歩 |    |    | 歩 | 七 |
|    | 角 | 玉 |    | 金 |    |    | 飛 |    | 八 |
| 香 | 桂 | 銀 | 金 |    |    |    | 桂 | 香 | 九 |

1990年代、対四間飛車の作戦として猛威を振るっていた居飛車穴熊に対し、藤井猛は四間飛車から居玉で猛攻を仕掛ける藤井システムを発明。以降藤井システムは穴熊に対する抑止力となっていく。この藤井システムへの対策として、居飛車穴熊と指し手が同じであるこの右銀戦法が脚光を浴びた。この急戦を仕掛けるのは藤井システムの居玉を急戦で咎めるという趣旨のもので、手順は基本図1で山田定跡を応用して▲3五歩と仕掛け、以下△同歩とさせて▲4六銀と進出。△3六歩には▲2六飛と浮いて△3七歩成に備えて次に銀の3五への進出を目指す。この▲3五歩と仕掛ける右銀速攻は、先手の振り飛車に対し後手△7三銀からの速攻で本因坊算砂の手によって江戸時代にすでに指されている。
当初はこの急戦志向には△6二玉（基本図）から玉を囲い、▲3五歩には△3二飛とし、▲4六銀に△4五歩とする順で藤井システム側に分があるとされたが、▲3五歩△3二飛に▲4六歩と4筋も絡める仕掛けを佐藤義則が考案、郷田真隆が洗練した。藤井システム側は玉を8二まで囲いきることが出来ないのが痛く先手が指しやすい。その後四間飛車側は室岡克彦の新手で一時的に盛り返すものの、2007年現在後手藤井システムは指しつらいというのが結論になっている。
もっとも、この戦法は藤井システム「9五歩・4三銀型」の対策であり、この戦法だけで藤井システムの全ての変化に対応できるわけではない。このため、藤井システム側も9五歩を保留し、△6四歩を突いてけん制する指し方で対処し始めた。
| 9  | 8  | 7  | 6  | 5  | 4  | 3  | 2  | 1  |    |
| 香 | 桂 |    | 金 |    |    |    | 桂 | 香 | 一 |
|    |    | 銀 | 王 | 金 | 飛 |    |    |    | 二 |
| 歩 | 歩 | 歩 |    | 歩 | 銀 | 角 | 歩 | 歩 | 三 |
|    |    |    | 歩 |    | 歩 | 歩 |    |    | 四 |
|    |    |    |    |    |    |    | 歩 |    | 五 |
|    |    | 歩 |    | 歩 |    | 歩 |    |    | 六 |
| 歩 | 歩 |    | 歩 | 銀 | 歩 |    |    | 歩 | 七 |
|    | 角 | 玉 |    | 金 |    |    | 飛 |    | 八 |
| 香 | 桂 | 銀 | 金 |    |    |    | 桂 | 香 | 九 |

基本図2の場合も、図から先手が▲5五角△6三金▲3五歩△同歩▲4六銀と進んだ局面が『イメージと読みの将棋観』（2008、日本将棋連盟）によれば、平成以降2008年までに類似の将棋が24局指されており、居飛車側9勝14敗1千日手となっているという。藤井猛は過去に基本図2の局面は6回指しており、5勝1敗の成績という。
後手振り飛車側の手段としては△3二飛▲3五銀△5一角▲4六角や、△5四金▲3五銀（▲8八角△3二飛▲3五銀△5一角もある）△5五金▲3四歩△2二角▲2四歩△同歩▲5五歩△4五歩▲2四飛△7一玉、△3六歩の3通りあり、△3二飛が13局で先手の6勝7敗、△5四金が先手の2勝5敗、△3六歩が4局あり先手1勝2敗1千日手となっているという。△3六歩は羽生善治が先手の振り飛車側をもって実戦で佐藤康光に対して▲7四歩とし以下△7五銀▲8八飛△7二飛▲5六金△3三角と進み、羽生はこれしかないとしているが、勝負の方は結局千日手となった。渡辺明からすると、△6三金と上がらせるのもかえって玉形の差が広がり振り飛車側が指せる展開や振り飛車側の左銀が△6五から7六に進出する順も見え、居飛車側が好んで指す順ではないという。